# Niemcy, Rosja i kwestia polska
Niemcy, Rosja i kwestia polska – praca autorstwa Romana Dmowskiego, w której autor, zakładając nieuniknioność konfliktu niemiecko-polskiego, postulował oparcie się na sojuszu rosyjsko-francuskim, gdzie sukces Rosji miał urzeczywistnić zjednoczenie wszystkich ziem polskich.

## Okoliczności powstania
W 1907 Dmowski nawiązał kontakty z brytyjskim dyplomatą w Rosji Bernardem Paresem. Kontakty z Anglikami utrzymywał w czasie swej podróży na zachód Europy latem 1907. Po rozwiązaniu II Dumy 3 czerwca 1907, Dmowski wyjechał do Rapperswilu na posiedzenie Komisji Nadzorczej Skarbu Narodowego (sierpień), a następnie udał się do Glion nad Jeziorem Genewskim, gdzie do połowy września pisał swoje geopolityczne opracowanie.

## Charakterystyka
Książka była pisana z myślą o czytelniku zagranicznym. Dmowski skupił się na trzech zasadniczych zagadnieniach: przedstawieniu sprawy polskiej, ukazaniu sytuacji międzynarodowej i na problematyce rosyjskiej. Jako najważniejszy ośrodek polskości uznał Królestwo Polskie. Jednocześnie wprost sformułował myśl, ze głównym wrogiem polskości są Niemcy i w ten sposób zerwał z tradycją polskiej myśli politycznej, upatrującej nieprzyjaciela w Rosji. Dmowski twierdził, że zjednoczone Niemcy są potęgą zdolną do ekspansji na arenie międzynarodowej i podporządkowały sobie w tym celu Austro-Węgry i Turcję. Krajem zdolnym powstrzymać Cesarstwo Niemieckie była według niego Anglia, mająca wsparcie Francji i Japonii. W części trzeciej swej pracy zwracał się do Rosjan z komunikatem, że w zbliżającym się konflikcie Polacy mogą stanąć po ich stronie. Wykazywał, że polityka Petersburga wobec polskości stoi w sprzeczności z jego interesami geopolitycznymi i jest wyrazem uległości wobec Berlina i germanofilów.

## Kolejne wydania
Praca, oprócz języka polskiego, została od razu wydana po francusku i rosyjsku, a potem w innych językach (nawet po fińsku i obszerne fragmenty po czesku). Dmowski nie pozwolił na tłumaczenie niemieckie. W wydaniu francuskim przedmowę napisał Anatole Leroy-Beaulieu, dyrektor Szkoły Nauk Politycznych w Paryżu.
- Gubrynowicz i Syn; Gebethner i Wolff, Towarzystwo Wydawnicze, Lwów-Warszawa 1914
- Pisma, t. 2, Antoni Gmachowski i S-ka, Częstochowa 1938
- Instytut Romana Dmowskiego, Nowy Jork 1988 (przedmowa: Wojciech Wasiutyński)
- Instytut Wydawniczy PAX, Warszawa 1991 (przedmowa: Tomasz Wituch)
- Nortom, Wrocław 2000
- Antyk Marcin Dybowski, Komorów 2010
- Antyk Marcin Dybowski, Komorów 2011
- Wyd. 7 popr. i uzup. na podst. wyd. z 1938, Nortom, Wrocław 2013
- Capital, Warszawa 2016
- Wersja dźwiękowa: Fundacja More Maiorum, Warszawa 2015 (lektor: Maciej Gąsiorek)
- Wydanie francuskie: Librairie Armand Colin, Paris 1909 (tłum. Wacław Gasztowtt)
- Wydanie współczesne rosyjskie: Germaniâ, Rossiâ i Polʹskij vopros, Izdatelʹstvo "Aletejâ", Sankt-Petersburg 2017.